# Robert Colebrooke
Robert Colebrooke (ur. 24 czerwca 1718 w  Chilham Castle, (Kent, Anglia), zm. 10 marca 1784 w Soissons we Francji)
Jego rodzicami byli: James Colebrooke i Mary Hudson. Miał dwie żony; pierwszą została Henrietta Paulett, córka Harry'ego Powlett, 4. księcia Bolton i Catherine Parry. Ślub odbył się 12 lipca 1741 roku.
Po raz drugi ożenił się z Elizabeth Thresher, córką Johna Threshera i Ellen Long (5 VIII 1756) w Potterne, (Wiltshire).
Robert Colebrooke był posłem parlamentu z okręgu Malden od 1741 do 1761 roku. Od lipca do listopada 1765 roku był brytyjskim ambasadorem w Turcji.